# Plaza Futura
Es la plaza comercial ubicada en el World Trade Center San Salvador, posee 3,000 m² y consta de 25 locales comerciales; entre ellos se encuentran exclusivos restaurantes y cafés que ofrecen una gastronomía internacional. Desde ella se puede observar gran parte de San Salvador y también tiene una vista única desde la base hacia la Torre Futura.

Entre los inquilinos de Plaza Futura se mencionan:
- Ruth's Cris Steak House
- Olive Garden
- Bennigan's
- Starbucks
- Buffalo Wings
- Koi Sushi
- El Zócalo
- Caminito Chocos
- Tapas y Cañas
- Time 2 Taste
- Go Green
- Viva Espresso
- The House of Cofee
- El Restaurante de Florence
- Tigo
- Banco Davivienda
- Farmacia las Américas
- Flert